# Hôtel Dubois de Crancé
L’ Hôtel Dubois de Crancé  est un  hôtel du XVIIe siècle de Châlons-en-Champagne.

## Histoire
L'hôtel rue d'Orfeuil est un ancien hôtel particulier du XVIIe siècle dont le premier propriétaire connu était Pierre Gargam, trésorier de France. Au XVIIIe siècle, des modifications eurent lieu sur la façade, pose de garde-corps, sur la porte-cochère...

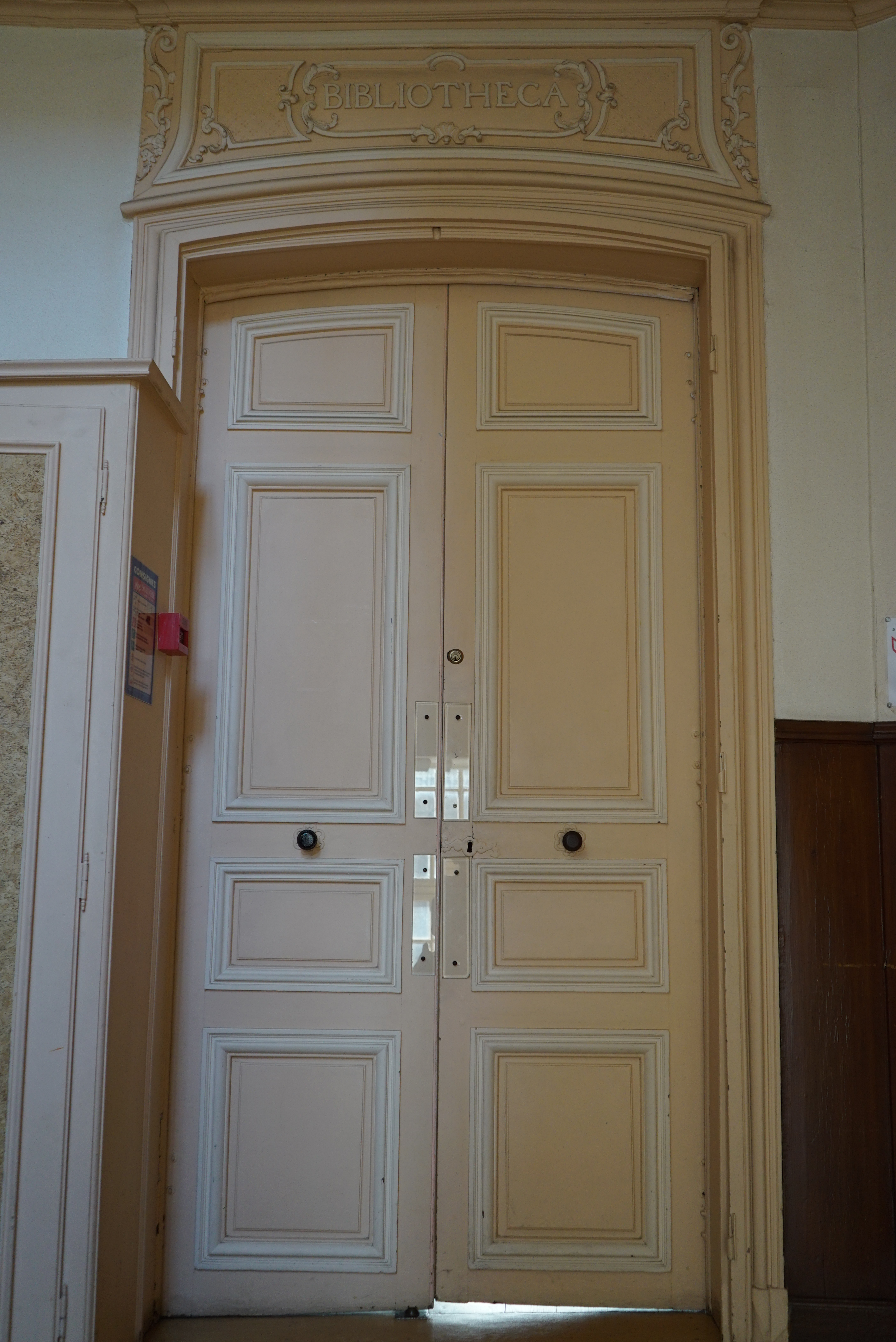
Bibliothequa.

La commune faisait l'acquisition de cet hôtel, adjacent à la mairie, en 1821 pour y loger sa bibliothèque jusqu'à l'ouverture en 2001 de la bibliothèque Georges-Pompidou, qui  permet d'accueillir plus largement les lecteurs. Les combles furent modifiés en 1886 pour y aménager des salles sous les toits et deux lucarnes furent ajoutées. Denis Diderot qui y séjourna en août 1759 décrira dans une lettre à Grimm l'intérieur de la demeure. 
L'hôtel Dubois de Crancé doit son nom au propriétaire qui y fit apposer ses armes sur la façade, il était gouverneur de Châlons. Il a aussi été la demeure de Jean-Gabriel Legendre, architecte. La décoration intérieure datant du XVIIIe siècle a été en partie conservée : escalier et rampe en fer forgé, cheminées, planchers, boiseries.
L'hôtel est inscrit au titre des monuments historiques en 1932 pour son grand salon et classé en 1941.

## Images

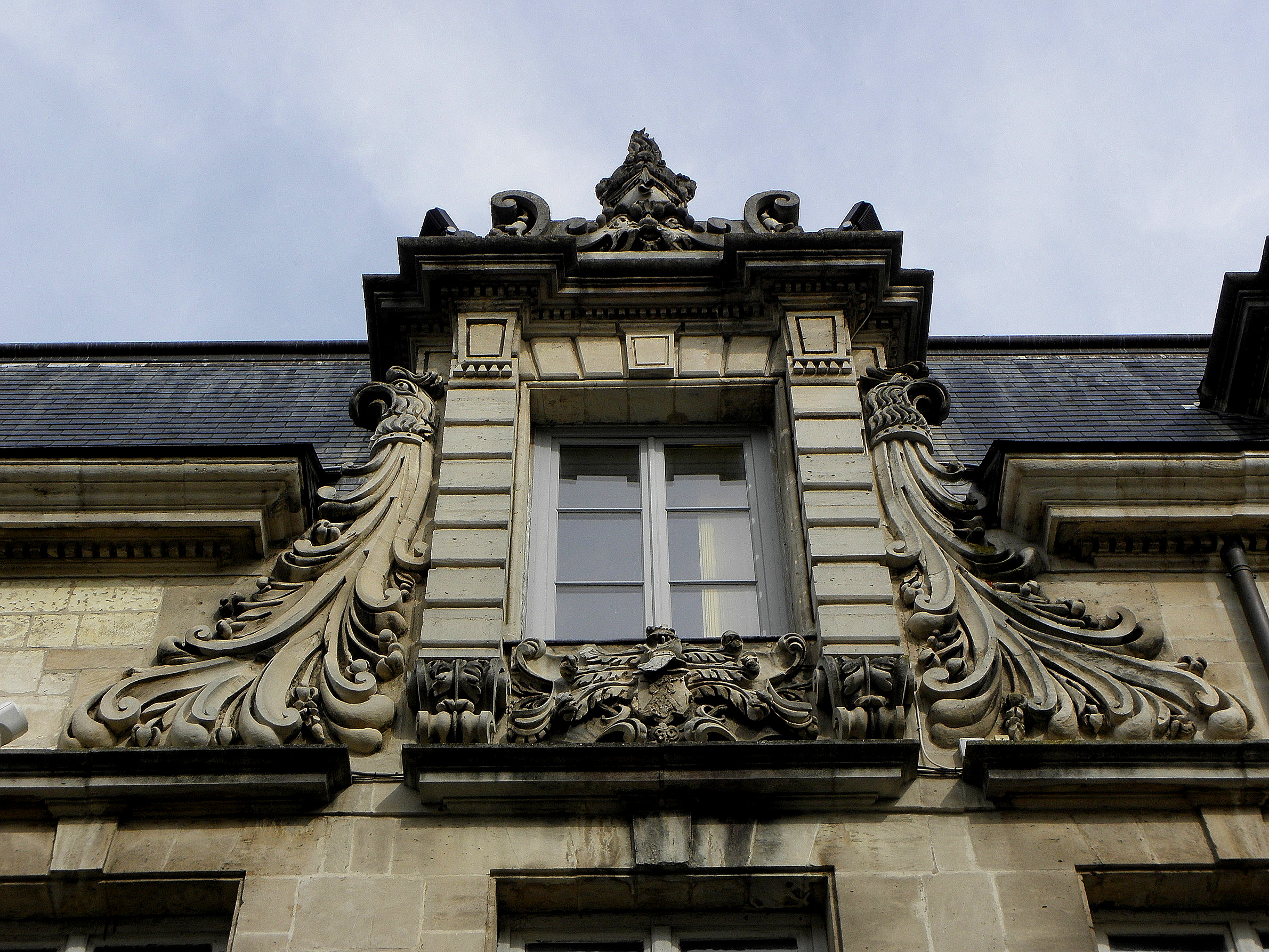
Une lucarne,
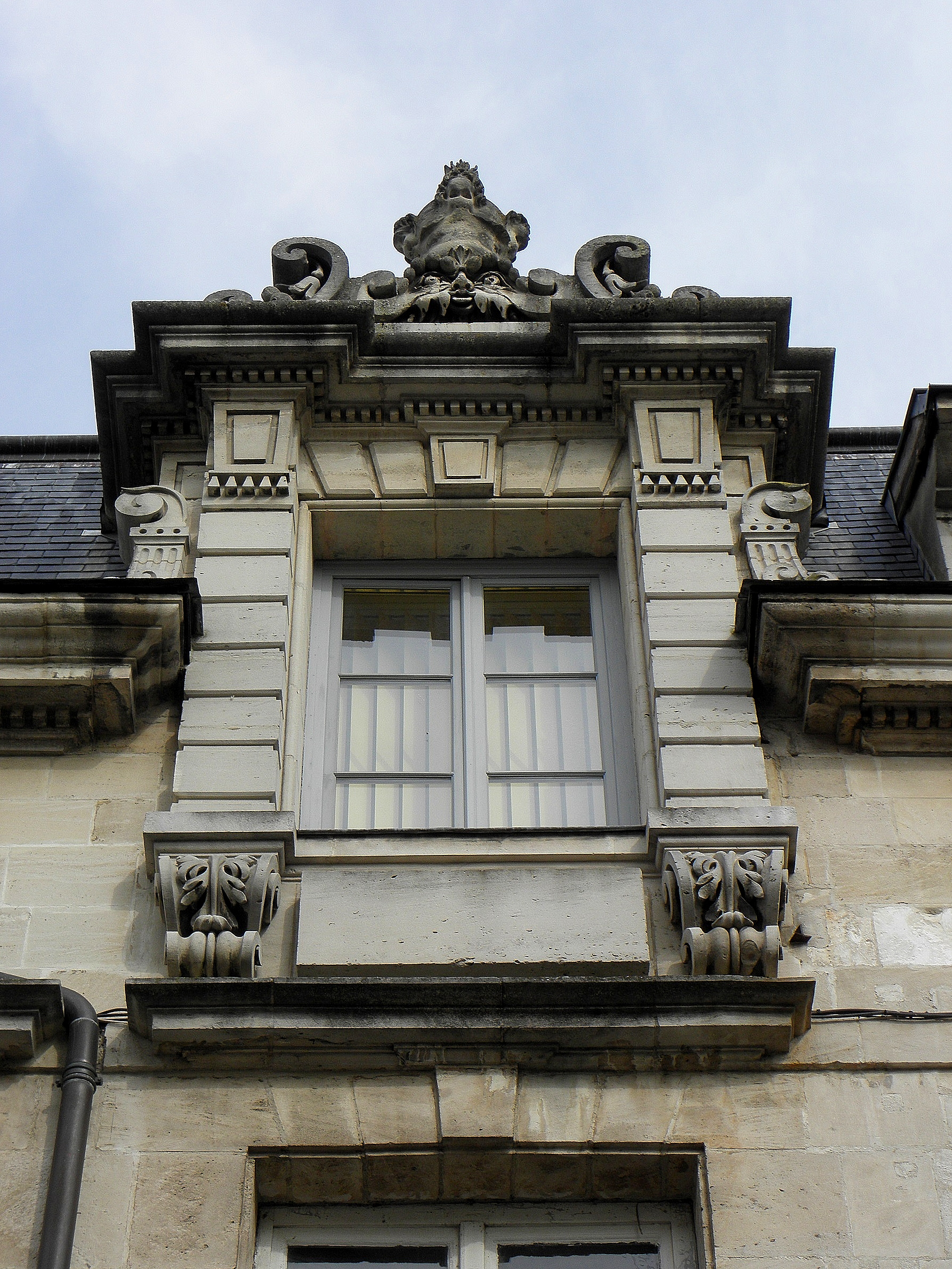
une lucarne ajoutée,
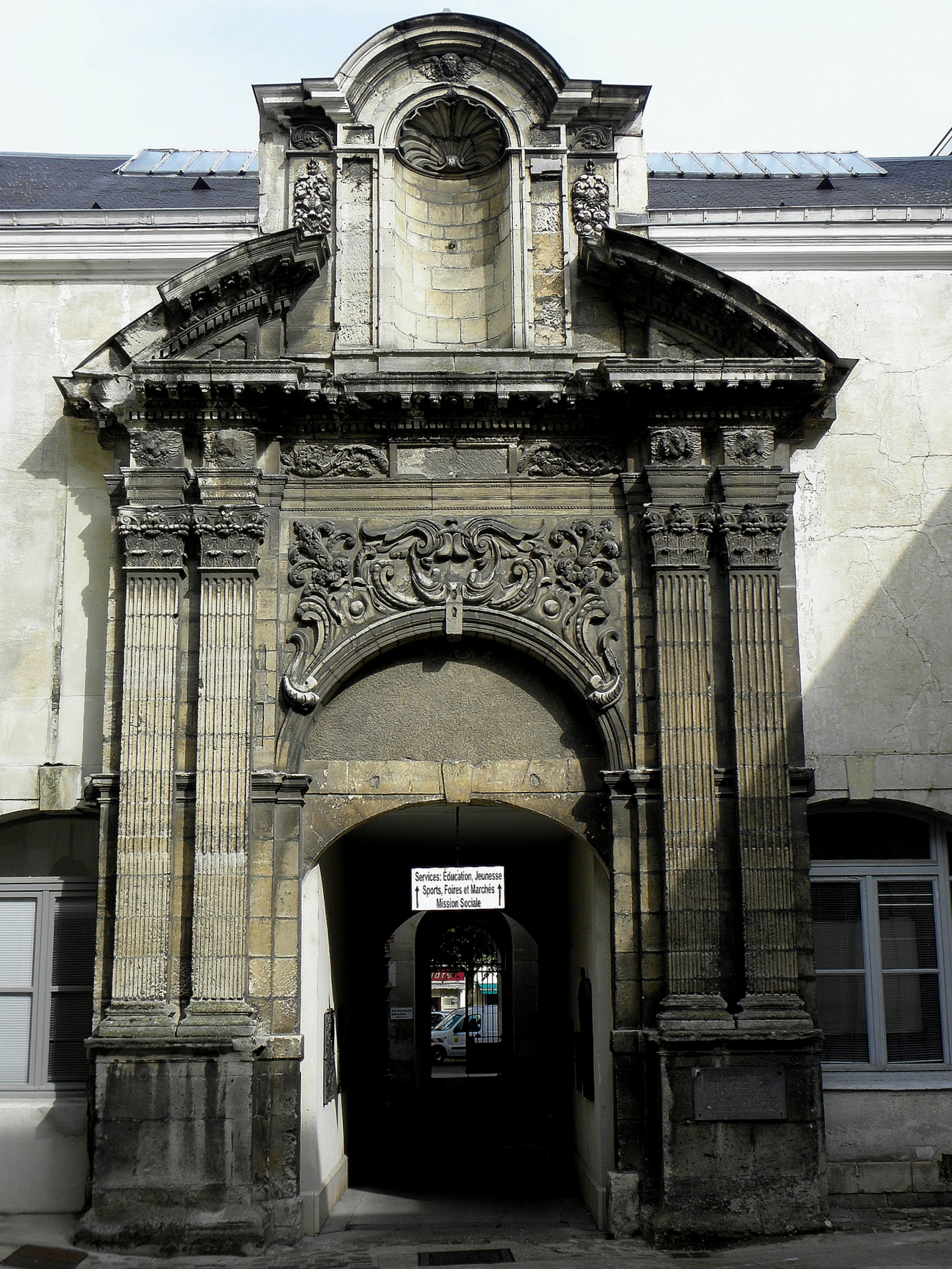
le portail de st-Loup.
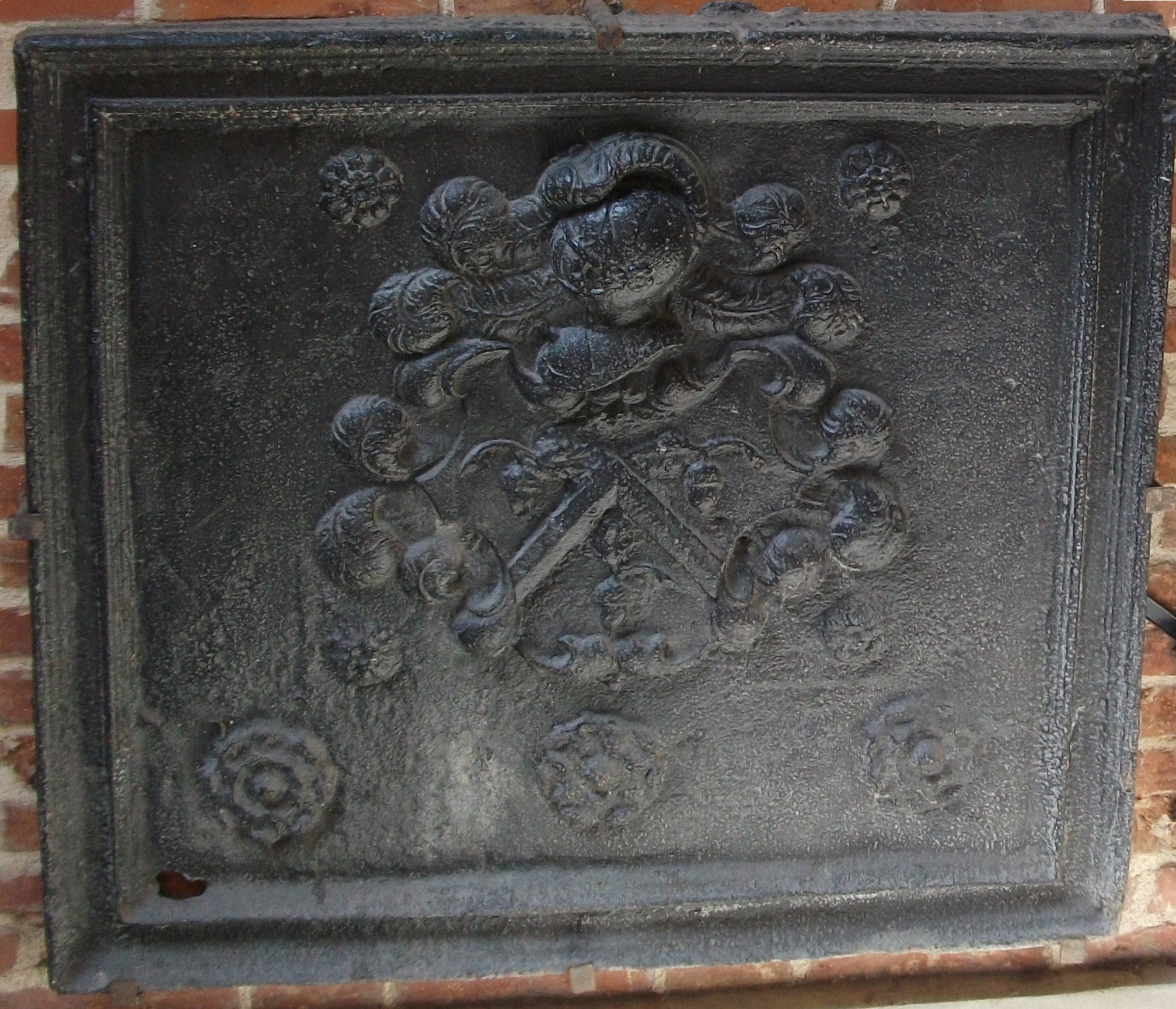
armes sur une plaque de cheminée,
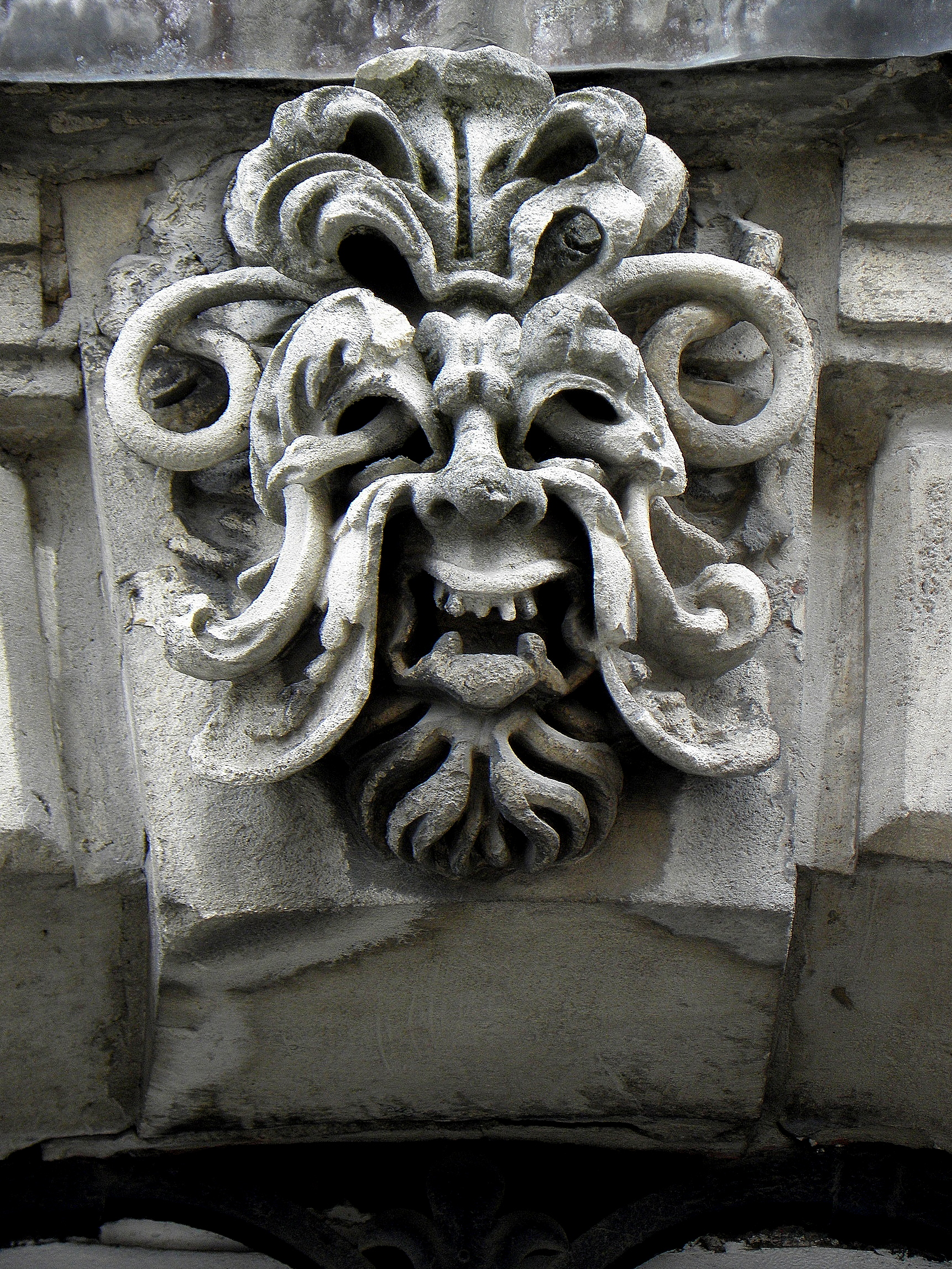
homme vert, détail de façade.